# Disney Television Animation
Disney Television Animation (dawniej: Walt Disney Pictures Television Animation Group, Walt Disney Television Animation) – amerykańska wytwórnia animowanych produkcji telewizyjnych należąca do The Walt Disney Company. Powstała ona w 1984 roku jako Walt Disney Pictures Television Animation Group. W 1987 roku nazwę wytwórni zmieniono na Walt Disney Television Animation. W 2011 roku ponownie ją skrócono  i dziś nazwa wytwórni to Disney Television Animation.
Od 2003 roku Walt Disney Television Animation jest częścią holdingu Disney-ABC Television Group, dawniej była częścią zależnego od Walt Disney Studio Entertainment studia Walt Disney Studios w Burbanku w Kalifornii.

## Produkty

### Telewizyjne
- Wuzzle (1985)
- Gumisie (1985–1991)
- Teraz Miki
- Produkcje Myszki Miki
- Kaczor Donald przedstawia
- Klasyka Disneya
- Przygody Myszki Miki i Kaczora Donalda
- Miki i Donald przedstawiają Goofy’ego sportowca
- Myszka Miki i Kaczor Donald zapraszają na film
- Myszka Miki i przyjaciele
- Kacze opowieści (1987–1990)
- Nowe przygody Kubusia Puchatka
- Chip i Dale: Brygada RR (1989–1990)
- Super Baloo (1990–1991)
- Dzielny Agent Kaczor (1991–1992)
- Goofy i inni (1992–1993)
- Mała Syrenka (1992–1994)
- Szmergiel (1995–1999)
- Aladyn (1994–1995)
- Timon i Pumba (1995–1999)
- Kacza paczka (1996)
- Doug Zabawny (1996–1999) (Koprodukcja z Jumbo Pictures)
- Mała księga dżungli (1996–1998)
- 101 dalmatyńczyków (1997–1998)
- Byle do przerwy (1997–2003) (Koprodukcja z Paul & Joe Productions)
- Pepper Ann (1997–2000)
- Herkules (1998–1999)
- Buzz Astral z Gwiezdnej Bazy (2000–2001) (Koprodukcja z Pixar Animation Studios)
- Café Myszka (2001–2003)
- Lloyd w kosmosie (2001–2004) (Koprodukcja z Paul & Joe Productions)
- Legenda Tarzana (2001–2003)
- Fillmore na tropie (2002–2004)

### Disney Channel Original Series
- Kim Kolwiek (2002–2007)
- Lilo i Stich (2003–2006)
- Brenda i pan Whiskers (2004–2006)
- Amerykański smok Jake Long (2005–2007)
- Maggie Brzęczymucha (2005–2006)
- Nowa szkoła króla (2006–2008)
- Wymiennicy (2006–2009)
- Fineasz i Ferb (2007–2015)
- Akwalans (2009–2014)
- Wodogrzmoty Małe (2012–2016)
- Myszka Miki (serial animowany) (od 2013)
- Kacze opowieści (2017) (od 2017)

### Disney XD Original Series
- Kick Strach się bać (2010–2012) (Koprodukcja z Chrisem Savino Productions)
- Tron: Rebelia (2012–2013) (Co-production with Sean Bailey Productions)

### Playhouse Disney Original Series / Disney Junior Original Series
- I pies, i wydra (1998–2000)
- Klub przyjaciół Myszki Miki (2006–2016)
- Moi przyjaciele – Tygrys i Kubuś (2007–2010)
- Agent specjalny Oso (2009–2012)
- Jake i piraci z Nibylandii (2011–2016)
- Butik Minnie (2011–2016)
- Miki i raźni rajdowcy (od 2017)

### Filmy pełnometrażowe
- Wakacje. Żegnaj szkoło (2001)
- Recess Christmas: Miracle on Third Street (2001)
- Kim Kolwiek: Było, jest i będzie (2003)
- Recess: Taking the Fifth Grade (2003)
- Recess: All Growed Down (2003)
- Kim Kolwiek: Szatański plan (2005)
- Kim Kolwiek: Ukończenie wyższych studiów (2007)
- Fineasz i Ferb: Podróż w drugim wymiarze (2011)
- Fineasz i Ferb Film: Życie bez dziobaka (2013)
- Fineasz i Ferb: Misja Marvel (2013)